# ビュイック・エクセル XT
エクセル XT(Excelle XT)は、GMが製造、ビュイックブランドで販売していた自動車である。

## 概要
- 2009年11月、広州国際モーターショーにて初公開した。
- 2010年1月、中国で販売を開始。
- 2015年、エクセル XTのOEM車、オペル・アストラがフルモデルチェンジになったが、エクセル XTはフルモデルチェンジされずに1代限りで生産終了となった。